# Nick Schenk
Nick Schenk (Minneapolis, 12 november 1965) is een Amerikaans scenarioschrijver.

## Carrière
Nick Schenk werd in 1965 geboren in Minneapolis (Minnesota). In 1989 studeerde hij af aan Minneapolis College of Art and Design. 
Gedurende de jaren 1990 speelde hij het personage "Butch the Janitor" in het komisch spelprogramma Let's Bowl. In 2001 werd het tv-programma voortgezet op Comedy Central en werd Schenk een van de scenarioschrijvers.
Zijn doorbraak kwam toen zijn filmscenario Gran Torino opgepikt werd door producente Jenette Kahn en vervolgens verfilmd werd door Clint Eastwood. Oorspronkelijk speelde het verhaal zich af in zijn geboortestaat Minnesota, maar voor de uiteindelijke film werd het verhaal verplaatst naar Michigan. Nadien schreef Schenk ook de eerste versie van het scenario voor de rechtbankfilm The Judge (2014). Zijn versie werd later herschreven door Bill Dubuque.
In de daaropvolgende jaren schreef hij afleveringen voor tv-series als Narcos (2015) en Manhunt: Unabomber (2017). In 2018 werkte hij opnieuw samen met Eastwood. Hij schreef voor de 88-jarige regisseur de misdaadfilm The Mule.

## Filmografie
Film
- Gran Torino (2008)
- The Judge (2014)
- The Mule (2018)

Televisie (selectie)
- Narcos (2015)
- Harley and the Davidsons (2016)
- Manhunt: Unabomber (2017)